# Entre mar y cordillera
Entre mar y cordillera è il primo album in studio solista del cantautore cileno Patricio Manns, pubblicato nel 1966.

## Descrizione
L'album è pubblicato nel 1966 in formato LP dall'etichetta discografica cilena Demon. È stato ristampato solamente negli anni settanta, in seguido all'esilio del cantautore conseguente al colpo di Stato in Cile del 1973, in diversi paesi del mondo. È stato ristampato in LP nel 1976 dalla Movieplay in Portogallo e Spagna; nel 1977 in Italia dalla Durium Star. Esistono inoltre delle ristampe cilene, una pubblicata dalla Columbia in musicassetta nel 1991, un'altra dalla Arena in formato LP.
L'anno precedente era già stato pubblicato come singolo il brano Arriba en la cordillera, che aveva dato notorietà al cantautore, e che sul lato B riportava il brano Ya no canto yu nombre, già apparso nell'album split La peña de los Parra pubblicato da Patricio Manns assieme a Isabel y Ángel Parra, figli della celebre cantautrice Violeta Parra, e Rolando Alarcón.

## Tracce
1. Arriba en la cordillera (Patricio Manns)
2. Vai peti nehe nehe (Patricio Manns)
3. Por la tierra ajena (Patricio Manns)
4. Lautaro en el viento (Patricio Manns)
5. Un cuarto de tocopilla - Mataron a mi morena (Patricio Manns)
6. El andariego (Patricio Manns)
7. Bandido (Patricio Manns)
8. Sirilla de la candelaria (feat. Rolando Alarcón) (Patricio Manns)
9. En lota la noche es brava (Patricio Manns)
10. Ya no canto yu nombre (Edmundo Vásquez, Patricio Manns)
11. Los mares vacios (Patricio Manns)